# Delphinium tatsienense
Delphinium tatsienense är en ranunkelväxtart som beskrevs av Adrien René Franchet. Delphinium tatsienense ingår i släktet storriddarsporrar, och familjen ranunkelväxter. Utöver nominatformen finns också underarten D. t. chinghaiense.